# Megapenthes
Megapenthes là một chi bọ cánh cứng trong họ 
Elateridae.
Chi này được miêu tả khoa học năm 1858 bởi Kiesenwetter.

## Các loài
Các loài trong chi này gồm:
- Megapenthes abdominalis (Schwarz, 1900)
- Megapenthes agriotides Candèze, 1865
- Megapenthes agrotus Candèze, 1865
- Megapenthes altitudinum Candèze, 1897
- Megapenthes amieti Girard, 1975
- Megapenthes anceps Candèze, 1883
- Megapenthes andrewsi Waterhouse, 1900
- Megapenthes angularis (LeConte, 1866)
- Megapenthes angulosus Candèze, 1875
- Megapenthes angustus Fleutiaux, 1932
- Megapenthes antelmei Fleutiaux, 1932
- Megapenthes antennatus Becker, 1971
- Megapenthes apacheorum Becker, 1971
- Megapenthes apicatus Candèze, 1865
- Megapenthes apicipennis Candeze
- Megapenthes arcifrons Van Zwaluwenburg, 1945
- Megapenthes asperatus Champion, 1895
- Megapenthes aterrimus (Motschulsky, 1859)
- Megapenthes athoides Candèze, 1859
- Megapenthes automolus Candèze, 1859
- Megapenthes azumai Arimoto, 1990
- Megapenthes badius Champion, 1895
- Megapenthes bakeri Fleutiaux, 1934
- Megapenthes basalis Candèze, 1880
- Megapenthes bengalensis Schimmel, 1998
- Megapenthes bicostatus Champion, 1896
- Megapenthes bilaesus Candèze, 1859
- Megapenthes biplagiatus Candèze, 1878
- Megapenthes birmae Fleutiaux, 1942
- Megapenthes bispinicollis (Miwa, 1929)
- Megapenthes bistrigatus (Candèze, 1863)
- Megapenthes brasilianus Candèze, 1881
- Megapenthes brunneus Fleutiaux, 1942
- Megapenthes candezei Schwarz
- Megapenthes caprella (LeConte, 1857)
- Megapenthes cariei Fleutiaux, 1920
- Megapenthes carinicornis Schwarz
- Megapenthes carinifrons Van Zwaluwenburg, 1957
- Megapenthes chapaensis Fleutiaux, 1928
- Megapenthes cincticollis Champion, 1895
- Megapenthes cinereus Candèze, 1889
- Megapenthes cinnamomeus Champion, 1895
- Megapenthes cirgens Candèze, 1897
- Megapenthes coalescens Candèze, 1897
- Megapenthes cocquereli Fairmaire
- Megapenthes comoriensis Fleutiaux
- Megapenthes confusus Fleutiaux, 1933
- Megapenthes congestus Candèze, 1897
- Megapenthes conicicollis Champion, 1895
- Megapenthes conicus Fleutiaux, 1928
- Megapenthes contaminatus Candèze, 1893
- Megapenthes curtus Candèze, 1878
- Megapenthes cylindricollis (Schwarz, 1900)
- Megapenthes dajuensis Schimmel, 2004
- Megapenthes depressus Fleutiaux, 1933
- Megapenthes diego Fleutiaux, 1933
- Megapenthes difformis Fleutiaux, 1922
- Megapenthes diploconoides Candèze, 1875
- Megapenthes disjunctus Van Zwaluwenburg, 1957
- Megapenthes distractus Candeze
- Megapenthes dolens Candèze, 1859
- Megapenthes dolosus Brown, 1933
- Megapenthes dongchuanensis Schimmel, 2004
- Megapenthes dorsalis Candèze, 1878
- Megapenthes dubiosus Schwarz, 1907
- Megapenthes dubius (Schwarz, 1900)
- Megapenthes ebriolus Candèze, 1859
- Megapenthes egregius (Schwarz, 1900)
- Megapenthes elegans Horn, 1871
- Megapenthes elongatus Becker, 1971
- Megapenthes emarginatus Candèze, 1859
- Megapenthes epitrotus Candèze, 1865
- Megapenthes equalis Punam & Vasu, 1996
- Megapenthes extraneus Candeze
- Megapenthes falvescens Candèze, 1878
- Megapenthes falvifrons Schwarz
- Megapenthes ferrarii Fleutiaux, 1935
- Megapenthes flavipes Schwarz, 1906
- Megapenthes flavobasalis Schwarz, 1900
- Megapenthes flavofasciatus (Schwarz, 1900)
- Megapenthes flavonotatus Candèze, 1889
- Megapenthes flavovittatus (Schwarz, 1900)
- Megapenthes frontalis Fleutiaux, 1932
- Megapenthes fucosus (Schwarz, 1900)
- Megapenthes fulvicollis (Fleutiaux, 1929)
- Megapenthes fulvicollis Fleutiaux, 1928
- Megapenthes fulvipennis Fleutiaux, 1928
- Megapenthes fulvus Fleutiaux, 1914
- Megapenthes fumosus Schwarz, 1900
- Megapenthes funebrioides Schimmel, 2004
- Megapenthes funebris Candèze, 1882
- Megapenthes furvus Champion, 1895
- Megapenthes fuscus Becker, 1971
- Megapenthes fusiformis Champion, 1895
- Megapenthes gentneri Lane, 1965
- Megapenthes gomyi Girard in Chassain & Girard, 2004
- Megapenthes granulosus (Melsheimer, 1844)
- Megapenthes haddeni Fleutiaux, 1934
- Megapenthes heterodoxus Candèze, 1897
- Megapenthes hirtus Candèze, 1878
- Megapenthes holzschuhi Schimmel, 2004
- Megapenthes horishanus Miwa, 1929
- Megapenthes hummeli Fleutiaux, 1936
- Megapenthes illinoiensis Van Dyke, 1932
- Megapenthes imitator Candeze
- Megapenthes inconditus Candèze, 1875
- Megapenthes inficetus Candèze, 1883
- Megapenthes inflatus Candèze, 1875
- Megapenthes informatus Candèze, 1897
- Megapenthes infumatus Candèze, 1880
- Megapenthes insignis (LeConte, 1884)
- Megapenthes insularis Van Zwaluwenburg, 1943
- Megapenthes japonicus Fleutiaux, 1902
- Megapenthes jizuensis Schimmel, 2004
- Megapenthes jocosus Candèze, 1882
- Megapenthes junceus Candèze, 1865
- Megapenthes kieneri Schimmel, 1997
- Megapenthes kubani Schimmel, 2004
- Megapenthes kurosawai Suzuki, 1986
- Megapenthes kusuii (Ôhira, 1973)
- Megapenthes lacer Schwarz, 1900
- Megapenthes lepidus LeConte, 1884
- Megapenthes levuensis Van Zwaluwenburg, 1943
- Megapenthes lewisi Fleutiaux, 1936
- Megapenthes limbalis (Herbst, 1806)
- Megapenthes linearis Candèze, 1865
- Megapenthes lineatus Schwarz, 1903
- Megapenthes litteratus Candèze
- Megapenthes lituratus Candèze, 1887
- Megapenthes longicornis Schaeffer, 1916
- Megapenthes longitarsis Champion, 1895
- Megapenthes lucius (Candèze, 1863)
- Megapenthes lugens (Redtenbacher, 1842)
- Megapenthes luteipes (Hope, 1843)
- Megapenthes luzonicus Fleutiaux, 1914
- Megapenthes macdougalli Blair, 1935
- Megapenthes macer Schwarz
- Megapenthes maceratus Candèze, 1897
- Megapenthes macilentus Candèze, 1893
- Megapenthes maculicollis Fleutiaux, 1932
- Megapenthes madidus Candèze, 1893
- Megapenthes magnus Fleutiaux, 1934
- Megapenthes makiharai Ôhira in Makihara & Ôhira, 2005
- Megapenthes malaisei Fleutiaux, 1942
- Megapenthes mameti Fleutiaux, 1932
- Megapenthes marginatus Candèze, 1878
- Megapenthes mauritiensis Fleutiaux, 1932
- Megapenthes megalops Van Dyke, 1932
- Megapenthes melanotoides Champion, 1895
- Megapenthes mexicanus Champion, 1895
- Megapenthes misellus Schwarz, 1907
- Megapenthes miser Candèze, 1897
- Megapenthes monachus Candèze, 1897
- Megapenthes musivatus Candèze, 1892
- Megapenthes mutulus Candèze, 1859
- Megapenthes nefastus Candèze, 1893
- Megapenthes niger Candèze, 1878
- Megapenthes nigriceps Schaeffer, 1916
- Megapenthes nigricornis Candèze, 1875
- Megapenthes nigrolateralis (Schwarz, 1900)
- Megapenthes oblongicollis (Miwa, 1929)
- Megapenthes obtusus Van Dyke, 1932
- Megapenthes ochraceipennis Fleutiaux, 1918
- Megapenthes opacipennis Candèze, 1875
- Megapenthes opaculus Candèze, 1865
- Megapenthes opacus Candèze, 1873
- Megapenthes ornaticollis Fleutiaux, 1934
- Megapenthes pallidulus Cate, Platia & Schimmel, 2002
- Megapenthes papuensis (Van Zwaluwenburg, 1931)
- Megapenthes parallelaris (Miwa, 1927)
- Megapenthes parallelus Candèze
- Megapenthes parvus Van Zwaluwenburg, 1943
- Megapenthes patrizii Fleutiaux, 1935
- Megapenthes perditus Candèze, 1897
- Megapenthes philippinensis Fleutiaux, 1932
- Megapenthes pierrei Leseigneur, 1955
- Megapenthes porticulata Van Zwaluwenburg, 1943
- Megapenthes poussereaui Chassain in Chassain & Girard, 2004
- Megapenthes praeligatus Candèze, 1894
- Megapenthes psittaculus Candèze, 1859
- Megapenthes punctatus Candèze, 1878
- Megapenthes punctulatus Candèze, 1893
- Megapenthes pupieri Fleutiaux
- Megapenthes quadrimaculatus (Horn, 1871)
- Megapenthes remotus Candèze
- Megapenthes rogersi Horn, 1871
- Megapenthes rousseli Fleutiaux, 1932
- Megapenthes rubigineus Champion, 1895
- Megapenthes rubripennis (Schwarz, 1900)
- Megapenthes ruficollis Schwarz, 1902
- Megapenthes rufilabris (Germar, 1844)
- Megapenthes rufipes Candèze, 1865
- Megapenthes rugipennis Candèze, 1889
- Megapenthes rugosus Schimmel, 2004
- Megapenthes rugosus Fleutiaux, 1933
- Megapenthes rugulosus Schwarz, 1900
- Megapenthes rutilipennis Candèze, 1859
- Megapenthes saleyeri Schwarz, 1906
- Megapenthes sechuanensis Schimmel, 2004
- Megapenthes secundus Candèze, 1889
- Megapenthes semelai Schimmel, 2004
- Megapenthes seniculus Candèze, 1893
- Megapenthes seriatus Candèze
- Megapenthes sericeus Candèze, 1892
- Megapenthes sexmaculatus Candèze, 1892
- Megapenthes shirozui Kishii, 1959
- Megapenthes sobrinus Champion, 1895
- Megapenthes solitarius Fall, 1934
- Megapenthes sondanicus Candèze, 1882
- Megapenthes spinipennis Schwarz, 1900
- Megapenthes spissus (Candèze, 1889)
- Megapenthes squalens Candèze
- Megapenthes stigmosus (LeConte, 1853)
- Megapenthes sturmi Germar, 1844
- Megapenthes sturmii (Germar, 1843)
- Megapenthes suturalis Candèze, 1878
- Megapenthes suturellus Schwarz, 1902
- Megapenthes taeniatus Candèze, 1865
- Megapenthes tarsalis Schaeffer, 1916
- Megapenthes tattakensis (Ôhira, 1966)
- Megapenthes tenuis Van Zwaluwenburg, 1943
- Megapenthes tetricus Candèze, 1859
- Megapenthes texanus Becker, 1971
- Megapenthes thoracicus Fleutiaux, 1928
- Megapenthes tinctipes (Candèze, 1900)
- Megapenthes tractabilis Candèze, 1894
- Megapenthes tricarinatus Fleutiaux, 1891
- Megapenthes tristis Fleutiaux, 1942
- Megapenthes turbulentus (LeConte, 1853)
- Megapenthes usurpatus Fleutiaux
- Megapenthes variabilis Vats & Chauhan, 1992
- Megapenthes variolatus Van Dyke, 1932
- Megapenthes variolosus Candèze, 1878
- Megapenthes vinsoni Fleutiaux, 1932
- Megapenthes virgulatus Candèze, 1897
- Megapenthes vittatus Candèze, 1865
- Megapenthes vulneratus Schwarz, 1907
- Megapenthes yunnanensis (Schimmel, 2006)
- Megapenthes yunnanus Schimmel, 2004
- Megapenthes zanzibaricus Candèze, 1897